# Pompeyo (cónsul 501)
Pompeyo (griego: Πομπήιος, fallecido en 532) fue un político del Imperio Romano de Oriente y sobrino del Basileo Anastasio I (491-518). Su familia obtuvo prominencia dentro de la política imperial con el ascenso de Anastasio, siendo Pompeyo cónsul en 501 y elevado al patriciado probablemente por el emperador. Ocupó cargos militares, participando en la Guerra Ibérica, y se casó con una mujer llamada Anastasia, con la que tuvo al menos un hijo. En el año 532, el hermano de Pompeyo, Hipacio, fue aclamado emperador por los alborotadores de los disturbios de Niká. Una vez sofocados los disturbios, tanto Hipacio como Pompeyo fueron ejecutados.

## Familia
Era hijo de Secundino y Cesaria. Su madre era hermana de Anastasio I. Su padre sirvió como eparca de Constantinopla alrededor del año 492 y cónsul en 511. Su padre ostentaba el rango de patricio. Las principales fuentes de la carrera política de Secundino son de Juan Antioqueno y Teófanes el Confesor. Este último conservó fragmentos de la obra de Teodoro el lector, que narran la vida de Secundino. Juan Lido menciona brevemente el consulado de Secundino como referencia cronológica.
Juan Malalas y Teófanes identifican a Secundino como padre de Hipacio. Los dos hermanos, Hipacio y Pompeyo, son identificados como tales por Procopio de Cesarea, por ende compartiendo los mismos padres.
Anastasio y su extensa familia provenía de la provincia de Illiria, con orígenes parcialmente desconocidos. Cuando Anastasio subió al trono imperial, su familia accedió a ciertos puestos militares y políticos de alto rango. Su hermano Paulo, su cuñado Secundino y sus sobrinos Hipacio, Pompeyo y Probo se convirtieron en cónsules, y Hipacio se convirtió en magister militum como mínimo. Irene, hija de Paulo, se casó con Olibrio. Su esposo era hijo de Anicia Juliana y, a través de ella, era descendiente de la dinastía Teodosiana. Este matrimonio probablemente fue concertado para afianzar aún más a Anastasio en el trono. Otras mujeres de la familia se casaron con Sabiniano y Moschiano, quienes a su vez se convirtieron en cónsules también. Los cónsules Anastasio Paulo Probo Sabiniano Pompeyo Anastasio y Anastasio Paulo Probo Moschiano Probo Magno eran los miembros más jóvenes de esta familia y sus nombres reflejan los de varios familiares mayores.

## Vida
El Cronicón Pascual menciona a Pompeyo como cónsul romano en 501, sirviendo junto a Avieno.También se sabe que sirvió como comandante de las fuerzas militares de la Diócesis de Tracia durante el reinado de su tío. Su carrera militar se considera parte de un sistema de patrocinio familiar empleado por la mayoría de los emperadores y emperatrices de la época, por el cual las familias ascendidas de esta manera podían aspirar a seguir siendo influyentes mucho después de la muerte de sus parientes imperiales.
El Conde Marcelino llegó a escribir que la casa de Pompeyo en Constantinopla fue incendiada y arrasada durante los disturbios en contra del monofisismo del año 512. Teniendo en cuenta que el propio Pompeyo era de origen calcedonio, su casa probablemente no fuera objetivo específico de la rebelión. Su afiliación religiosa fue registrada por Cirilo de Escitópolis y Teófanes. Se sabía que había conocido a Sabas el Santificado alrededor de los años 511 o 512. También brindó asistencia al depuesto Patriarca Macedonio II de Constantinopla durante el exilio de este último.
La obra Romana de Jordanes registra que Pompeyo y sus tropas sufrieron una derrota en batalla cerca de Adrianópolis, actual Edirne, ante invasores extranjeros. Si bien el evento puede fecharse alrededor de 517, el contexto de este enfrentamiento militar no está claro y tampoco se sabe con exactitud la identidad de los invasores, aunque la batalla podría ser parte de una invasión en curso de los Antes contemporánea a los hechos.
Apoyó la negociación con el Papa Hormisdas sobre el cisma acaciano, teniendo en cuenta que en el año 519, Pompeyo, el general Vitaliano y Justiniano (el futuro emperador) se encontraron con los enviados papales a cierta distancia de Constantinopla y los escoltaron durante el resto del camino. Pompeyo mantuvo correspondencia con el mencionado Papa durante ese año.
Si bien Cirilo de Escitópolis, Juan Malalas y el Cronicón Pascual coinciden en que Pompeyo mantuvo el rango de patricio a finales de la década de 520, se desconoce cuándo obtuvo el mismo con exactitud. Se considera probable que se trate de otro favor de Anastasio como emperador, en lugar de Justino I o Justiniano I. En cualquier caso, el cronista griego informa que Pompeyo estuvo involucrado en la Guerra Ibérica . En el año 528, Pompeyo dirigió una tropa de refuerzo formada por ilirios, escitas, tracios e isaurios hacia el frente persa. Se supone que este ejército de refuerzo llegó tarde a la campaña de ese año, ya que el texto menciona que las hostilidades cesaron durante el invierno. Su rango militar en ese momento de su vida no está claro. Hipatio era el magister militum per Orientem, por lo que Pompeyo podría haber ocupado las filas de magister militum praesentales o magister militum vacans.
Pompeyo ocupa un lugar destacado en el relato de Procopio sobre los disturbios de Niká del 532: "En el quinto día de la insurrección, a última hora de la tarde, el emperador Justiniano dio órdenes a Hipacio y Pompeyo, sobrinos del difunto emperador Anastasio, de regresar a casa lo antes posible. Debido a la sospecha de que estaban tramando algún complot contra su persona, o, tal vez, porque el destino los había llevado hasta esta situación. Sin embargo, se temía que el pueblo los obligara a subir al trono, y así fue, si bien habían dicho que harían mal si abandonaran a su soberano cuando se encontraba en tal peligro, cuando el emperador Justiniano se enteró de la voluntad del pueblo, quedó instado a sospechar aún más de los dos, por lo que les ordenó abandonar el palacio inmediatamente. Así pues, los dos hombres se dirigieron a sus casas, y, mientras fuera de noche, permanecieron allí sin llamar mucho la atención." 
"Al día siguiente, al amanecer, el pueblo supo que ambos hombres habían abandonado su estancia en palacio, por lo que toda la población corrió hacia ellos, declararon emperador a Hipacio y se dispusieron a llevarlo al mercado para asumir el poder. Sin embargo, María, la esposa de Hipacio, una mujer discreta y de gran reputación por su prudencia, agarró a su marido y no solo no lo soltó, sino que gritó con grandes lamentos y rogó a todos sus parientes que el pueblo lo estaba llevando al camino de la muerte. Aún así, la multitud venció y ella soltó de mala gana a su marido, y él, sin voluntad propia llegó al Foro de Constantino, donde lo convocaron al trono; luego, como no tenían ni diadema ni ninguna otra cosa con la que es costumbre vestir a un rey, le pusieron un collar de oro en la cabeza y lo proclamaron Emperador de los romanos." 
Los disturbios resultaron en las ejecuciones tanto de Hipacio como de Pompeyo. "Entonces, efectivamente, desde ambas direcciones los partidarios de Hipacio fueron atacados con fuerza y destruidos. Cuando la derrota fue completa y ya se había producido una gran matanza de la población, Boraides y Justo, sobrinos del emperador Justiniano, sin que nadie se atreviera a levantar la mano contra ellos, arrastraron a Hipacio del trono y, llevándolo dentro, lo entregaron junto a Pompeyo al emperador. Aquel día perecieron unos treinta mil del pueblo. No obstante, el emperador ordenó que los dos prisioneros quedaran en estricta reclusión. Entonces, mientras Pompeyo lloraba y pronunciaba palabras lastimeras (porque el hombre era totalmente inexperto en tales desgracias), Hipacio le reprochó enormemente, y le dijo que aquellos que estaban por de morir injustamente no debían sentir lamento alguno. Ya que al principio habían sido obligados por el pueblo en contra de su voluntad, y después habían llegado al hipódromo sin pensar en hacer daño al emperador." 
"Los soldados mataron a los dos al día siguiente, y tiraron sus cuerpos al mar. El emperador confiscó sus propiedades, que quedaron añadidas al tesoro público, además de aquellas propiedades de todos los demás miembros del senado que los habían apoyado. Sin embargo, más tarde, restauró a los hijos de Hipacio y Pompeyo, además de a todos los demás, los títulos que habían llegado a tener anteriormente, además de las propiedades que no había concedido a sus amigos."
La ejecución fue confirmada por el Conde Marcelino, Zacarías Escolástico, Evagrio Escolástico, Juan Malalas, el Cronicón Pascual, Víctor de Tunnuna, Teófanes el Confesor y Juan Zonaras
John Bagnell Bury señala que "el Emperador, por mucha sospecha que tuviera, probablemente creía que no eran culpables moralmente, pero temía que fueran utilizados como herramientas en futuras conspiraciones, por lo que eran demasiado peligrosos para que se les permitiera vivir, pero sus hijos se salvaron." 

## Matrimonio e hijos
Pompeyo estaba casado con Anastasia. La cual era ya conocida como una ferviente cristiana calcedonia, además de filántropa en el momento de su muerte. Ella había conocido personalmente a Sabas el Santificado alrededor de los años 511 o 512, y mantuvo correspondencia con el Papa Hormisdas en relación con el cisma acacio. Posteriormente fundó un monasterio situado en el Monte de los Olivos y se retiró allí como su abadesa . Anastasia fue una de las fuentes utilizadas por Cirilo de Escitópolis . Si bien se llama Anastasia y patricia por rango, debe distinguirse de su contemporánea Anastasia la Patricia.
Pompeyo y Anastasia tuvieron al menos un hijo, cuyo nombre se desconoce. La genealogía moderna ha sugerido que la pareja pudieron haber sido padres o antepasados de ciertos personajes bizantinos posteriores como Juan Mistacón, Nicetas y Epifanía, la madre de Heraclio, pero esto queda sin confirmar.